# Peromyscus kilpatricki
Peromyscus kilpatricki és una espècie de mamífer rosegador de la família dels cricètids. És endèmic de Mèxic. Té una llargada de cap a gropa de 99 mm, la cua de 106 mm, els peus de 22 mm i les orelles de 21 mm. L'espècie fou anomenada en honor del mastòleg estatunidenc C. William Kilpatrick. Com que fou descoberta fa poc, l'estat de conservació d'aquesta espècie encara no ha estat avaluat formalment.